# Doische
Doische (valonă Dweche) este o comună francofonă din regiunea Valonia din Belgia. Comuna Doische este formată din localitățile Doische, Gimnée, Gochenée, Matagne-la-Grande, Matagne-la-Petite, Niverlée, Romerée, Soulme, Vaucelles și Vodelée. Suprafața sa totală este de 84,02 km². La 1 ianuarie 2008 comuna avea o populație totală de 2.914 locuitori. 
Comuna Doische se învecinează cu comunele belgiene Florennes, Hastière, Philippeville și Viroinval și cu comune franceze din cantonul Givet, departamentul Ardennes.